# Professional Golfers Association

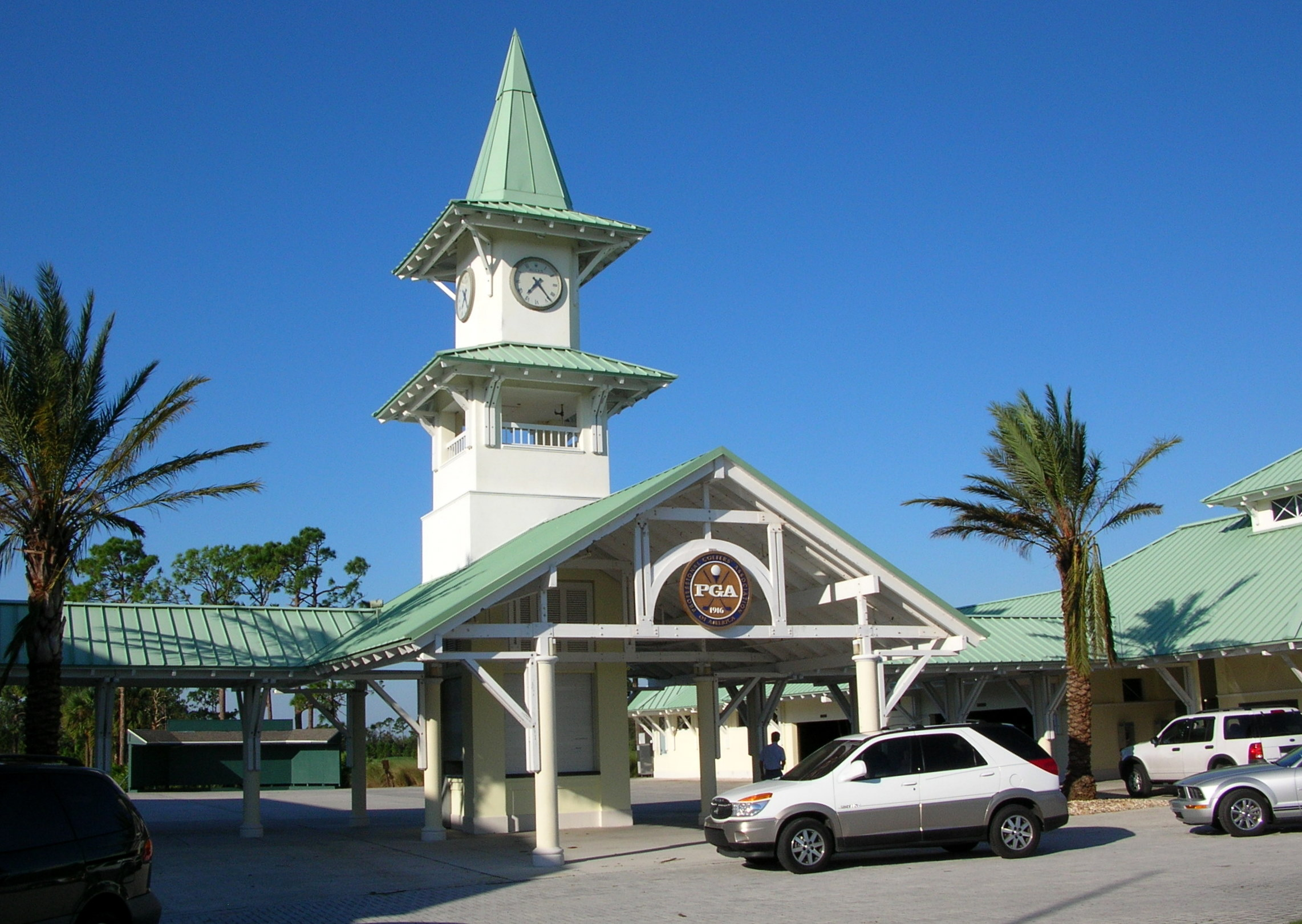
Entrada de um centro de golfe da PGA of America na Flórida, EUA.

Professional Golfers Association ou Professional Golfers' Association (com ou sem o apóstrofo) - PGA - (Associação de Golfistas Profissionais, em tradução literal) é o nome em inglês pelo qual são conhecidas as entidades profissionais que reúnem os jogadores de golfe nos países anglófonos, tais como:
- Professional Golfers' Association (Reino Unido)
- Professional Golfers' Association of America (Estados Unidos)

O equivalente feminino da associação são as chamadas Ladies Professional Golf Association, comumente abreviadas em LPGA. Nos Estados Unidos da América a versão feminina tem a sigla LPGA. Algumas outras ligas análogas existem, como a LPGA do Japão (JLPGA) e a LPGA da Coréia.
Os principais torneios internacionais de golfe profissional do mundo mantêm as iniciais PGA em seus nomes, mas suas organizações são no presente independentes das entidades que as criaram: 
- PGA Tour (que também realiza o Champions Tour e o Nationwide Tour)[5]
- PGA European Tour (realizando, além do campeonato europeu, o Challenge Tour e o European Seniors Tour)[6]